# Никольская, Лариса Антоновна

Лариса Никольская

Лариса Антоновна Нико́льская (27.2.1935, «Ленинград — 27.10.1992, там же) — русская поэтесса, представитель литературного направления «тихой лирики». Член Союза писателей СССР (1983).

## Очерк биографии
Родилась в семье служащих. Отец, Антон Антонович Клусс (по одной версии — сету, по другой — латыш), был директором совхоза, около 1937 г. репрессирован. Мать, Евгения Владимировна Никольская, была зоотехником в совхозе. После смерти матери (в 1940 г.) воспитывалась бабушкой. В начале Великой Отечественной войны Лариса была эвакуирована из Ленинграда в с. Бикбарда Пермской области, где начала писать стихи. По окончании войны вернулась в Ленинград, работала воспитательницей в детском доме, вожатой в пионерском лагере. В 1956 г. поступила в Литературный институт в Москве, где в то время учились Роберт Рождественский, Белла Ахмадуллина, Юнна Мориц, Евгений Евтушенко. В 1957 г. по семейным обстоятельствам оставила учёбу и вернулась в Ленинград. В 1969–1973 гг. училась на факультете журналистики в ЛГУ (не окончила).
В 1964 г. была опубликована первая книга стихов «Зарницы», затем последовали публикации в газетах, журнале «Звезда», литературном альманахе «Молодой Ленинград», ежегоднике «День поэзии» и др. Одновременно Лариса Антоновна работала в многотиражных газетах ленинградских заводов и на Ленинградском радио. В 1981 г. вышел сборник стихов Никольской «Искренность», в 1989 г. — сборник «Золотая пора», в 2017 г. – сборник «Первый снег — последний снег». В последний помимо стихов вошла также проза Никольской, которая занимала в её творчестве небольшое, но важное место.

## Очерк творчества
Я устала казаться сильной,

Праздновать мнимую победу.

Я хочу на дороге пыльной

Припадать к твоему следу.

Я хочу апрелем туманным

Подойти к тебе жалкой нищей:

Может, ты по своим карманам

Медный грошик надежды сыщешь?

А я буду молить тебя снова

Не о славе, не о награде:

Христа ради, подай мне слово!

Брось улыбку мне, Христа ради...
Среди филологов и стиховедов популярность приобрело стихотворение «Была в Останкине зима» (1965), которое приводится как пример стихотворной реализации вариантного произношения одного и того же слова по слогам (де-кабрь, де-ка-бърь).  В сети Рунет стихотворение «Была в Останкине зима» Никольской ошибочно приписывается Б. Л. Пастернаку..

## Издания
- Зарницы. Л.: Лениздат, 1964.
- Искренность. Л.: Лениздат, 1981.
- Золотая пора. Л.: Лениздат, 1989.
- Первый снег — последний снег / сост. Е. Никольская, Т. Никольская. СПб.: Каламос, 2017.